# Neoseiulus innuit
Neoseiulus innuit är en spindeldjursart som först beskrevs av Chant och Hansell 1971.  Neoseiulus innuit ingår i släktet Neoseiulus och familjen Phytoseiidae. Inga underarter finns listade i Catalogue of Life.